# Нерода Георгій Васильович
Гео́ргій Васи́льович Неро́да (*17 січня (29 січня) 1895, Чернігів — †8 березня 1983, Москва) — радянський скульптор українського походження, Народний художник РРФСР (1967), член Асоціації художників революційної Росії (1926), Спілки художників СРСР (1942), член-кореспондент Академії мистецтв СРСР (1967), лауреат Срібної медалі імені М. Б. Грекова (1974).
Сфера творчості — станкова та монументальна скульптура.

## Життєпис
Народився 17 січня (29 січня) 1895 р. у Чернігові в родині інженера-мостобудівника, члена міської думи В. В. Нероди.
У 1913–1917 роках вчився у Московському училищі  живопису, скульптури і архітектури у класі С. М. Волнухіна. 
Від 1917 до 1922 року мешкав у Чернігові, пізніше виїхав до Москви.
У 1920-х працював у Чернігівському губернському відділі народної освіти: викладав тут у художніх студіях (з 1918) та служив у «ізокомітеті» (з 1919). Викладав також у студії при Чернігівському товаристві художників та працював у декоративно-плакатній майстерні. На базі художніх майстерень створив цех з виготовлення дитячих іграшок. 
Був членом Чернігівського наукового товариства. Очолював Чернігівське губернське бюро профспілки працівників мистецтв.
Під час Германсько-радянської війни у період 1942–1943 рр. знаходився на північно-західному та південно-західному фронтах як воєнний художник. Створив серію фронтових портретів.
У 1974 році за створення пам'ятника «Героям-морякам» у Сєвєроморську Г. В. Нероді та архітектору О. М. Душкіну було присуджено Срібну медаль імені М. Б. Грекова.
Помер у Москві 8 березня 1983 р., похований на Преображенському кладовищі.

## Творчий доробок

### Монументальні твори
- погруддя В. І. Леніна (1921, бетон, Чернігів);
- погруддя О. І. Пугачова, декабристів П. І. Пестеля та К. Ф. Рилєєва для Музею революції (1926, Москва)
- пам'ятник В. І. Леніну (1929, бронза, Ростов-на-Дону);
- пам'ятник Г. К. Орджонікідзе (1939, відкритий у 1951, бронза, Кисловодськ);
- погруддя академіка І. М. Губкіна (1951) та М. Г. Чернишевського (1953) для МДУ;
- пам'ятник В. І. Леніну (відкритий у 1954, бронза, Перм);
- погруддя М. Є. Жуковського (1960, граніт, Москва);
- пам'ятник О. С. Пушкіну (1967, бронза, Бердянськ);
- пам'ятник В. І. Леніну (відкритий у 1971, бронза, Улан-Уде);
- скульптурні композиції для Барнаульського драматичного театру (1972) й Челябінського театру опери та балету;
- пам'ятник «Героям-морякам» (1973, бронза, Сєвєроморськ);
- монумент Перемоги (1974, бронза, камінь, Новгород Великий);
- пам'ятник О. С. Пушкіну (відкритий 1986, бронза, Таганрог);
- монумент героям Громадянської та Германсько-радянської війн (Бєлгород), пам'ятник Захисникам Заполяр'я, комплекс «Героям Перекопу»;
- панно «Взяття Ростова»;
- панно «Владу радам».

### Станкова пластика
- портрет Ф. Нансена (1926, гіпс, Третьяковська галерея);
- портрет В. Я. Брюсова (1927, бронза, Третьяковська галерея);
- портрет А. В. Луначарского (1928, бронза, Меморіальний музей-квартира А. В. Луначарського, Москва);
- «Рибалка» (1929, Третьяковська галерея);
- «Торс» (поч.1930-х);
- «Колгоспниці» (1930);
- портрет Я. М. Свердлова (1932, гіпс, Третьяковська галерея);
- «Після старту» (1935, Третьяковська галерея);
- портрет О. С. Пушкіна (1949, бронза, Третьяковська галерея);
- портрет В. В. Куйбишева (1958, бронза, Третьяковська галерея);
- портрет В. І. Леніна (1970, кована мідь, Міністерство культури СРСР);
- портрет В. І. Чапаєва (1979, мармур, Третьяковська галерея).

### Проєкти робіт
- проєкт пам'ятника М. М. Коцюбинському для Чернігова (1921);
- проєкт пам'ятника М. М. Коцюбинському для Вінниці (1933);
- проєкт монументу Першій кінній армії для Луганська (1934);
- проєкт скульптури Й. В. Сталіна для Паризької виставки (1935);
- проєкт пам'ятної дошки-барельєфу І. В. Бабушкіну для станції Слюдянка (1940);
- проєкт пам'ятника М. Г. Чернишевському для Москви.